# Sagitta madhupratapi
Sagitta madhupratapi är en djurart som tillhör fylumet pilmaskar, och som beskrevs av Casanova och Nair 1999. Sagitta madhupratapi ingår i släktet Sagitta och familjen Sagittidae. Inga underarter finns listade i Catalogue of Life.